# دوايت غودن
دوايت غودن (بالإنجليزية: Dwight Gooden)‏ هو لاعب كرة قاعدة أمريكي، ولد في 16 نوفمبر 1964 في تامبا في الولايات المتحدة.

## وصلات خارجية
- دوايت غودن على موقع دوري كرة القاعدة الرئيسي (الإنجليزية)
- دوايت غودن على موقعبيزبول رفرنس.كوم (الدوري الرئيسي) (الإنجليزية)
- دوايت غودن على موقعبيزبول رفرنس.كوم (الدوري الثانوي) (الإنجليزية)
- دوايت غودن على موقع إي إس بي إن.كوم (أم.أل.بي) (الإنجليزية)
- دوايت غودن على موقع مشجعي الرسوم البيانية (الإنجليزية)
- دوايت غودن على موقع IMDb (الإنجليزية)
- دوايت غودن على موقع الموسوعة البريطانية (الإنجليزية)
- دوايت غودن على موقع إن إن دي بي (الإنجليزية)
- دوايت غودن على موقع قاعدة بيانات الفيلم (الإنجليزية)